# Carlos Alberto Lobo
Carlos Alberto Lobo (Famaillá, Provincia de Tucumán; 25 de mayo de 1955) es un exfutbolista argentino. Jugaba de delantero y en el único equipo que jugó fue en Berazategui.
Carlos Lobo debutó en el equipo "naranja" el día 10 de abril de 1976, en la primera victoria de Berazategui en los torneos organizados por AFA. En aquella vez, en el estadio de la Barranca Quilmeña de Argentino de Quilmes (donde hacia las veces de local) por la fecha 3 de la Primera D, el rival de turno fue Ferrocarril Urquiza, con un resultado final de 5-2. 

En dicho torneo, Carlos Lobo finalizaría como goleador con 34 tantos y consiguiendo el primer ascenso de Berazategui a la Primera C, por obtener el segundo puesto, detrás de Defensores de Cambaceres.
Su último partido como jugador profesional fue el 3 de mayo de 1985 ante Central Córdoba, en Rosario. La particularidad de este encuentro es que Carlos Lobo ya llevaba más de un año sin actividad, pero los malos rendimientos deportivos del equipo hicieron que recurrieran a él. Finalmente el encuentro terminó 1-1 y esa tarde fue la última de Carlos Lobo con la casaca naranja.
Actualmente es el máximo goleador en la historia de Berazategui con 141 goles en 244 partidos.

## Clubes
| Club        | País      | Año         |
| ----------- | --------- | ----------- |
| Berazategui | Argentina | 1976 - 1983 |
| Berazategui | Argentina | 1985        |

## Palmarés

### Campeonatos nacionales
| Título    | Club        | País      | Año  |
| --------- | ----------- | --------- | ---- |
| Primera D | Berazategui | Argentina | 1976 |

### Distinciones individuales
| Distinción                                                         | Año             |
| ------------------------------------------------------------------ | --------------- |
| Jugador con más goles anotados en la historia de Berazategui (141) | 1976 - presente |